# چهار لشکرگاه آنشی
چهار لشکرگاه آنشی (انگلیسی: Four Garrisons of Anxi) به چهار پایگاه سپاهیان چینی گفته می‌شد که میان سال‌های ۶۴۸ و ۶۵۸ میلادی توسط دودمان تانگ در پیرامون بیابان تکله‌مکان ایجاد شده بود.
این لشکرگاه‌ها در چهار شهر هندواروپایی‌نشین کوچا (به چینی: چیوچی)، ختن (یوتیان)، کاشغر (شوله) و قره‌شهر (یانگی) مستقر شده بودند.
تحت‌الحمایه عمومی برای آرام‌سازی غرب در شهر کوچا قرار داشت.